# Aftokinitodromos 5
Der Aftokinitodromos 5 / Αυτοκινητόδρομος 5 (griechisch für ‚Autobahn 5‘), auch Ionia Odos/Ιόνια Οδός (griechisch für „Ionische Straße“) genannt, ist eine griechische Autobahn und verbindet Ioannina im Nordwesten von Griechenland mit dem Süden des Peloponnes. Er schließt damit den Westen des griechischen Festlands an das bestehende Autobahnnetz in Griechenland an und ist nach dem Aftokinitodromos 1 die zweite Nord-Süd-Autobahnverbindung Griechenlands. Teilstrecken sind Bestandteile der Europastraße 55, der Europastraße 853 und der Europastraße 951. Der südliche Teil ab Patras ist auch als Olympia Odos bekannt.

## Verlauf
Die Autobahn 5 orientiert sich weitestgehend am Verlauf der Nationalstraße 5 (E.O. 5) von Ioannina nach Rio. Beim Ausbau in Richtung Norden (griechisch-albanische Grenze bei Ktismata) ist der Verlauf bis zur Ortschaft Kalpaki der Nationalstraße 20 (E.O. 20) und anschließend der Nationalstraße 22 (E.O. 22) entsprechend.
Nach der Veröffentlichung der Nummerierungssystematik der griechischen Autobahnen durch das Generalsekretariat des Ministeriums für Umwelt, Raumordnung und Öffentliche Bauten Anfang 2008 umfasst die A5 neben dem ursprünglichen Verlauf von Kakavia über Ioannina nach Rio auch die Strecke von Rio über Patras, Pyrgos, Kyparissia nach Tsakona im Süden des Peloponnes. Dieser Streckenverlauf war vorher als Autobahn 9 (A9) bekannt.
Die Autobahn 5 führt somit weiter von Patras aus entlang der Westküste des Peloponnes nach Süden. Sie orientiert sich weitestgehend am Verlauf der Ethniki Odos 9 (EO 9) bis nach Kalo Nero nördlich des Flusses Peristeri und der Stadt Kyparissia, ist mit deren Verlauf aber nicht identisch. Nach Kalo Nero schwenkt die Trasse der Autobahn 5 nach Osten in das Landesinnere des Peloponnes und führt in den Nordteil der Ebene von Messenien. Sie folgt dabei dem Verlauf der Ethniki Odos 9a nach Tsakona zur Ethniki Odos 7 (EO 7) bzw. zur Autobahn Aftokinitodromos 7.

## Bau und Ausbau

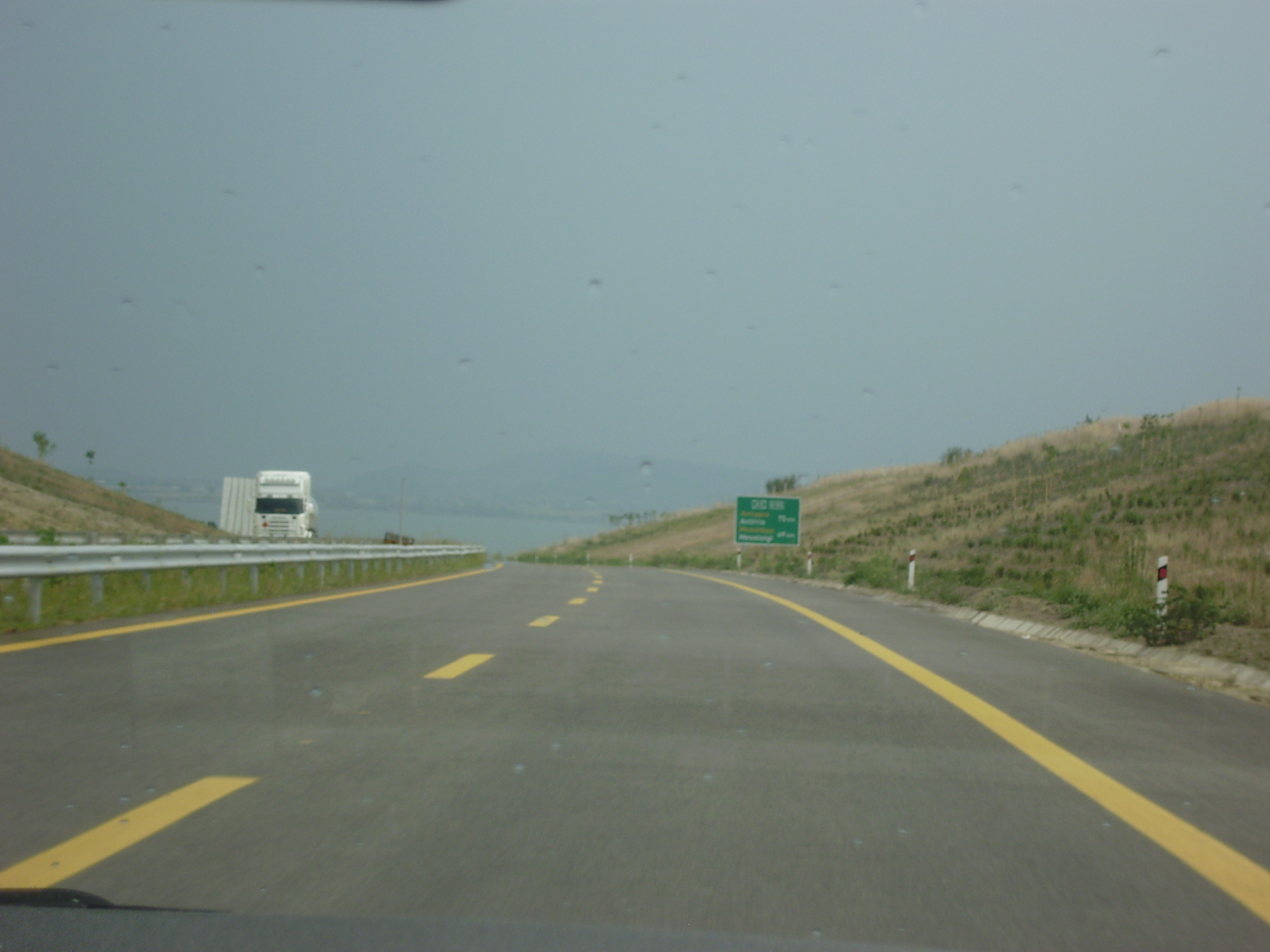
Ionia Odos kurz nach Agrinio

Auf dem griechischen Festland ist die Autobahn zwischen Ioannina sowie der Charilaos-Trikoupis-Brücke bei Rio als Verbindung zur Halbinsel Peloponnes bereits fertiggestellt und umfasst eine Länge von 196 km. Der Großteil des Abschnittes zwischen Arta und dem Flughafen Ioannina inkl. dem Autobahnkreuz zur A2 wurde am 22. Februar 2017 dem Verkehr übergeben.
Der Ausbau des Streckenabschnittes nördlich von Ioannina bis nach Ktismata an der griechisch-albanischen Grenze (etwa 70 km) wird derzeit nicht als vordringlicher Bedarf angesehen, so dass für diesen Abschnitt derzeit nur Planungen existieren. Stattdessen sollen zuerst die existierenden Nationalstraßen 20 und 22 sukzessive ausgebaut werden. Mit der Umgehung von Ioannina und dem Teilstück zwischen der albanischen Grenze und Kalpaki wurden bereits wichtige Teilstücke dieses Streckenabschnitts fertiggestellt. Das langfristige Ziel bleibt allerdings die Verlängerung der Autobahn A5 bis an die albanisch-griechische Grenze.

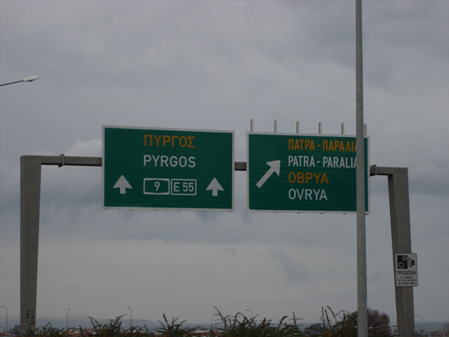
Ausfahrt Ovria mit der veralteten Beschilderung als Autobahn A9

Auf dem Peloponnes ist die Umfahrung von Patras ebenfalls bereits fertiggestellt. Diese enthält mehrere Brücken und Tunnel, da sie Patras in einem weiten Bogen von Ost nach Südwest an den Hängen des Panachaiko-Massivs umgeht. Der weitere Streckenabschnitt von Patras (Ende der Autobahnumgehung im Südwesten der Stadt) bis nach Pyrgos befindet sich im Bau während der Abschnitt von Pyrgos nach Kyparissia und Tsakona nur fertig geplant ist. Der Abschnitt auf dem Peloponnes war ursprünglich als Autobahn A9 bekannt, bis ein Erlass der griechischen Regierung die Nummerierung abgeändert hat.
Die gesamte Autobahn ist mautpflichtig, ebenso wie die Charilaos-Trikoupis-Brücke.

## Vernetzung
Der Flughafen Ioannina und der Flughafen Araxos werden direkt an die Autobahn angebunden. Nach Fertigstellung des im Bau befindlichen neuen Hafens von Patras erhält dieser ebenfalls einen direkten Zubringer an die Autobahn 5. Damit wird der Großteil des EU-Warenverkehrs aus der Stadt Patras herausgehalten und stattdessen über die A5 geleitet.

## Besonderheiten
Eine technische Herausforderung war die Querung des Golfs von Patras mit der 2.883 m langen Charilaos-Trikoupis-Brücke. Diese Brücke war zusammen mit den Umfahrungen von Arta und Patras die ersten fertiggestellten Teile der A5.

## Sehenswürdigkeiten
Über die Autobahn 5 können das antike Dodoni, über Amfilochia das antike Actium und die Insel Lefkada und über Preveza und die Nationalstraße 21 (EO21) Nikopolis erreicht werden. Im Westen des Peloponnes sind außerdem das antike Olympia und der Apollontempel bei Bassae über die A5 zu erreichen.

## Belege
1. 1 2 3  Kodifizierung und Nummerierung des griechischen Autobahnnetzes (Κωδικοποίηση και Αρίθμηση Ελληνικού Διευρωπαϊκού Οδικού Δικτύου) vom 8. Januar 2009. Generalsekretariat des Ministeriums für Umwelt, Raumordnung und Öffentliche Bauten (griechisch, ZIP-Archiv mit Karte); abgerufen am 28. September 2010 12:31 CEST.
2. ↑  Ιόνια Οδός: Δείτε πόσο διαρκεί πλέον το ταξίδι Αντίρριο – Ιωάννινα. In: Newsbomb.gr. Abgerufen am 28. Februar 2017.
3. ↑  Offizielle Seite des Hafenbetreibers Patras (Memento vom 24. Juni 2011 im Internet Archive) patrasport.gr (englisch, griechisch).